# Alone in the Dark: Wyspa cienia
Alone in the Dark: Wyspa cienia (tytuł oryg. Alone in the Dark) – film z 2005 r. w reżyserii Uwego Bolla wyprodukowany w Kanadzie, Stanach Zjednoczonych oraz Niemczech. Ekranizacja popularnej gry komputerowej pod tym samym tytułem.

## Twórcy
- Uwe Boll – reżyser
- Elan Mastai – scenarzysta
- Michael Roesch – scenarzysta
- Peter Scheerer – scenarzysta
- Mathias Neumann – zdjęcia
- Uwe Boll – producent
- Shawn Williamson – producent
- Wolfgang Herold – producent wykonawczy
- David Birdsall – scenograf
- Maria Livingstone – kostiumolog

### Obsada aktorska
- Tara Reid jako Aline Cedrac
- Christian Slater jako Edward Carnby
- Stephen Dorff jako Burke
- Daniel Cudmore jako agent Barr
- John Fallon jako agent Yoneck
- Brad Turner jako Beat Cop
- Ed Anders jako James Pinkerton
- Frank C. Turner jako Fischer
- Mike Dopud jako agent Turner
- Will Sanderson jako agent Miles
- Karin Konoval jako siostra Clara
- Darren Shahlavi jako John Houghton
- Kwesi Ameyaw jako deputowany Adams
- Catherine Lough Haggquist jako agent Krashinsky
- Sean Campbell
- Malcolm Scott jako dostawca
- Ryan Drescher jako młody chłopiec
- Michael P. Northey jako strażnik
- Mark Acheson jako kapitan
- Mathew Walker jako profesor Hudgens
- Dustyn Arthurs jako młody Edward

## Fabuła
Edward Carnby (Christian Slater), były agent tzw. Biura 713 zajmującego się zjawiskami paranormalnymi, prowadzi prywatne śledztwo w sprawie śmierci swojego przyjaciela. Mężczyzna ten zginął w tajemniczych okolicznościach na wyspie cienia. Carnby udaje się tam. Na wyspie, w wielkiej rezydencji zamieszkuje rodzina Mortonów, która – jak Carnby sądzi – ma coś wspólnego ze śmiercią jego przyjaciela. Były agent spotyka też na wyspie Aline Cedrac (Tara Reid), swoją byłą dziewczynę, zdolną antropolog. Kobieta, która przybyła tam, by załatwić swoje sprawy, postanawia pomóc Carnby'emu w znalezieniu zabójcy. W czasie śledztwa oboje dochodzą do wniosku, że ich przeciwnik, z którym będą musieli się zmierzyć, prawdopodobnie pochodzi z piekła.